# オキナワハゼ
オキナワハゼ（沖縄鯊、Callogobius hasseltii）は、サンゴ礁に生息するハゼの1種であり、オキナワハゼ属のタイプ種。オキナワハゼという言葉はオキナワハゼ属の総称としても使われる。

## 分布
日本国内では、伊豆半島、徳島県、高知県柏島、鹿児島県、琉球列島。国外では、インド洋・太平洋。

## 形態
全長は4-7センチメートル。体は伸長せず、胸鰭が大きく先端は臀鰭起点を超え、尾鰭も大きく、体色は茶色で体側に3-4本の黒褐色横帯があるなどで、ナメラハゼと区別可能。北側のものは体色が黒ずみ、体高が高く大きい。一方で、南側のものは白く、体高が低く小さい傾向がある。頬の孔器配列は横列パターン。

## 生態
サンゴ礁域の礁池、礁湖、礁原、礁斜面に生息する。砂底の死サンゴ片や死サンゴ塊の下に単独で見られる。生息水深は3-20メートル。

## オキナワハゼ属
オキナワハゼ属（Callogobius）は、インド洋・西太平洋の温帯〜熱帯域に生息するハゼの属。タイプ種はオキナワハゼ（Callogobius hasseltii）。岩礁やサンゴ礁域のガレ場に多いが、タネハゼやミスジハゼのように河川汽水域の泥底に生息するものもいる。頭部に縦横に走る多数の皮質隆起線があることが大きな特徴。腹鰭は吸盤上のものと左右2つに分かれているものとがいる。頭部の感覚菅はあるものとないものとがおり、頬の孔器配列は横列パターン。
上皇明仁は本属の研究を長年行い、2021年に、ウロコや感覚器の配列などから、オキナワハゼ属のフタスジハゼの系統に属する新種を発見した。そして、背に黒い点のある種と、白いまだらの点がある種の特徴から、それぞれ和名で「セボシフタスジハゼ」、「アワユキフタスジハゼ」と命名した。上皇は頭部の感覚器の配列からハゼの種を分類する手法を確立したことで知られている。